# Same Ol' Story
"Same Ol' Story" (também conhecida como "Same Ol' Fuckin' Story") é um single lançado pela cantora Cyndi Lauper, do seu décimo álbum de estúdio, Bring Ya to the Brink. Ela escreveu e produziu a canção com o DJ Richard Morel. 
A canção foi lançada no iTunes e Amazon.com em 6 de Maio de 2008. 
Há também uma "versão limpa" no iTunes, que substitui "Same ol' fucking story" com "Same ol', same ol' story". No dia do lançamento, a canção obteve um total de 5,000 mil downloadss pagos nos Estados Unidos. 

## Faixas e formatos
- A cappella – 5:42
- Album Version – 5:54
- Clean Album Version – 5:54
- Extended Album Version – 8:37
- Ralphi Rosario Vocal Mix – 8:43
- Ralphi Rosario Clean Club - 8:44 (não lançado)
- Ralphi Rosario Dub – 9:17
- Ralphi Rosario Radio Club Clean - 3:52 (não lançado)
- Razor N Guido Mix – 9:30
- Razor N Guido Dub - 6:31 (não lançado)
- Richard Morel Extended Dub – 7:49
- Richard Morel Pink Noise Mix – 8:57
- Rosabel Vocal Mix – 9:43
- Rosabel Clean Vox - 9:44 (não lançado)

## Paradas
| Paradas (2008)                                 | Melhor Posição |
| ---------------------------------------------- | -------------- |
| Estados Unidos - Billboard Hot Dance Club Play | 1              |
| Estados Unidos - Billboard Global Dance Tracks | 27             |
| Estados Unidos - Billboard Hot Singles Sales   | 49             |